# Jean-Denis de Montlovier
Jean-Denis de Montlovier, né le 24 avril 1733 à Valence où il est mort en 1804, est un homme de lettres français.
Après avoir étudié le droit, Montlovier fut avocat au Parlement du Dauphiné avant de servir dans la compagnie des gendarmes de la garde du roi.
À sa retraite, il se consacra aux lettres. Il a fourni une page à l’article « voleur » de l’Encyclopédie de Diderot et D’Alembert où il attaque l’application de la peine de mort aux déserteurs et suggère des solutions. Il a également rédigé des articles pour les volumes Art militaire de l'Encyclopédie méthodique.
Il est également l’auteur de la pièce l’Ami de Cour, comédie en 5 actes et en vers, par un ancien militaire (Valence, Marc-Aurel, an IX).

## Sources
- Justin Brun-Durand, Dictionnaire biographique et biblio-iconographique de la Drôme, 2 vol., 1900-1901, t.2, p.165-66.